# Teemu Suninen
Teemu Suninen (Tuusula, 1º febbraio 1994) è un pilota di rally finlandese.

## Carriera
Suninen ha debuttato nelle competizioni rallistiche nel 2013.

### Stagioni 2014-2015

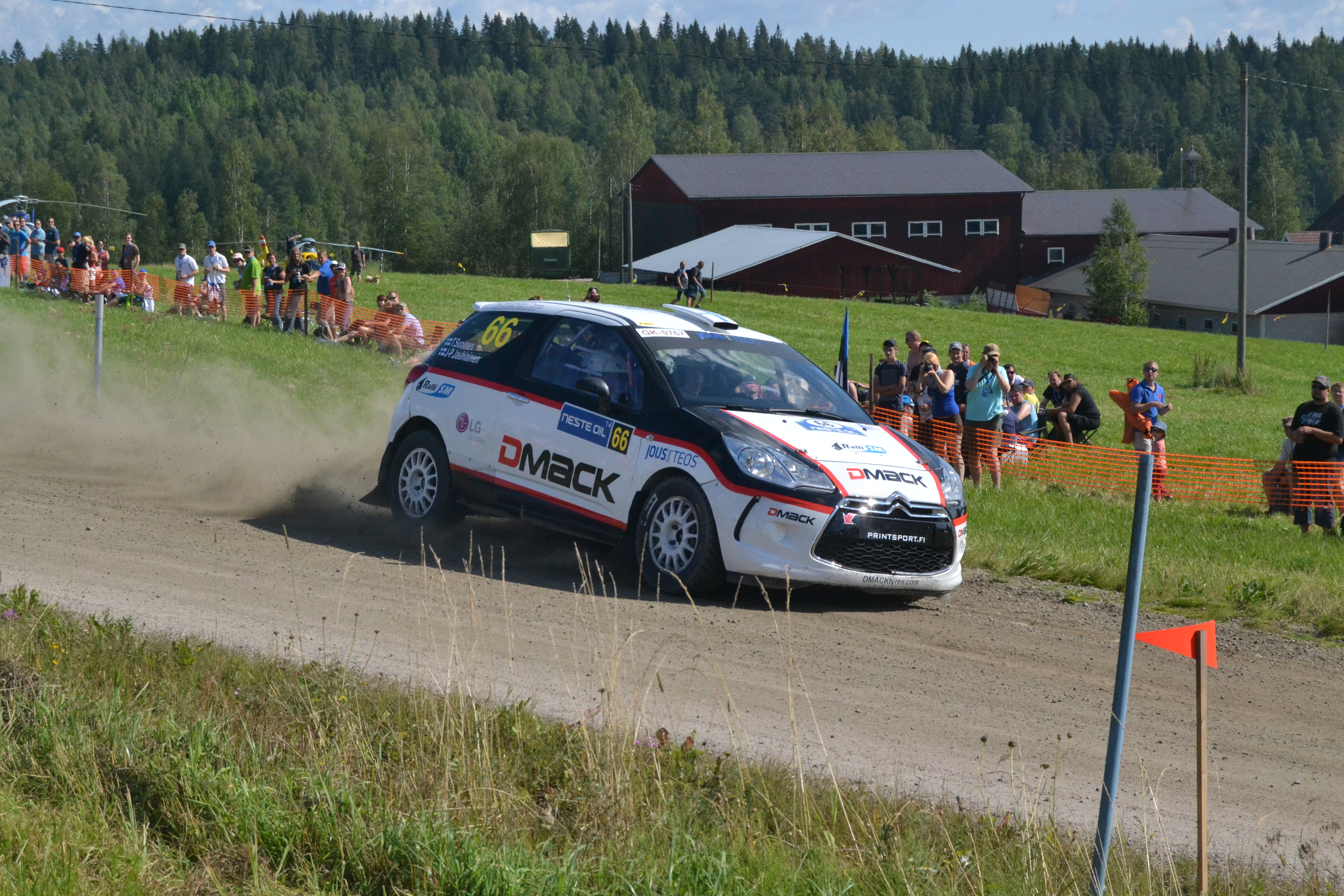
Suninen al Rally di Finlandia 2014

Ha fatto il suo esordio nel mondiale WRC al Rally di Finlandia 2014 guidando una Citroën DS3 R3 e in quella stessa gara vinse la classe WRC-3. Per questo risultato venne notato dalla Toyota Motorsport di Colonia che gli fece firmare un contratto per correre nel TMG Junior Driver Development Program, team minore della casa giapponese.
L'accordo gli permise di affrontare il mondiale WRC nel 2015 con il Team Oreca (scuderia francese) avendo la possibilità di effettuare 5 gare con una wild card, inizialmente con una Citroën DS3 R3 e successivamente alla guida di una Ford Fiesta R5. Ha partecipato ad altre due gare, guidando una Škoda Fabia S2000 per la scuderia dell'ex-pilota Toni Gardemeister, il TGS Worldwide OU. Ottenne una vittoria in classe WRC-3 al Rally d'Italia-Sardegna con la DS3 e una vittoria di classe WRC-2 nell'appuntamento finale in Galles con la Škoda.

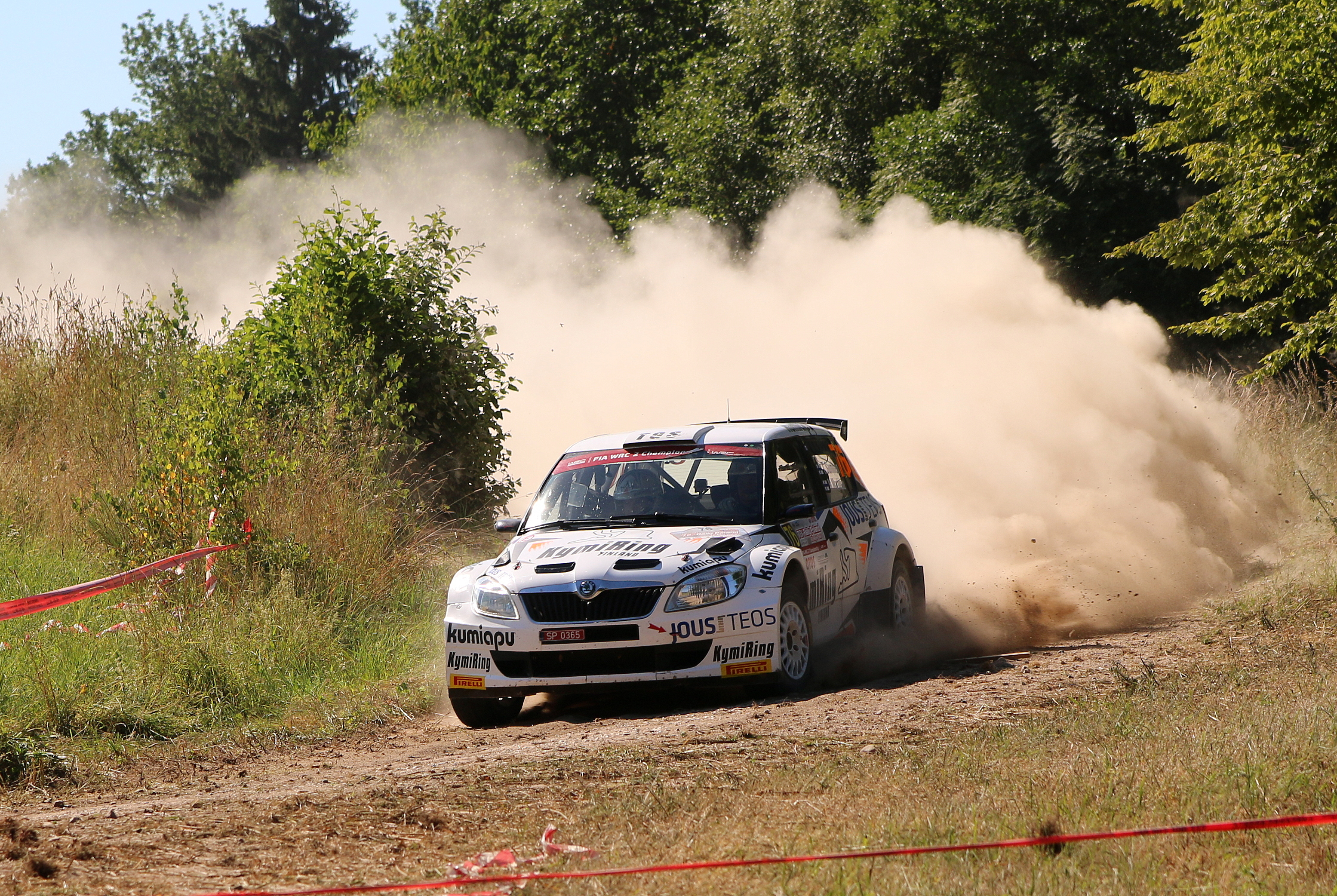
Suninen al Rally di Polonia 2015

### Stagioni 2016-2017
Suninen rimase nell'orbita della scuderia TMG per il 2016 e prese parte alla stagione completa del mondiale WRC-2 a bordo di una Škoda Fabia R5 gestita sempre dal team Oreca. 
Per il 2017 venne ingaggiato dalla scuderia M-Sport per partecipare al campionato WRC-2 con la Ford Fiesta R5 e, visti i buoni risultati ottenuti nella prima parte di stagione, nel giugno dello stesso anno debuttò nella categoria regina al Rally di Polonia, guidando una Ford Fiesta WRC ufficiale e piazzandosi al sesto posto finale; al successivo appuntamento, il Rally di Finlandia, giunse invece al quarto posto a poco meno di 30 secondi dal podio. Si classificò inoltre al terzo posto nella classifica generale del campionato WRC-2, collezionando una vittoria e 3 secondi posti di categoria.

### Stagione 2018
Suninen venne promosso dalla scuderia M-Sport di Malcolm Wilson a terza guida ufficiale, per partecipare a otto eventi selezionati del mondiale 2018. Gareggierà inoltre nella categoria WRC-2 nei restanti appuntamenti.

## Vittorie nei rally

### Vittorie nel WRC-3
| Nº | Anno | Rally              | Copilota              | Vettura        | Squadra                 |
| -- | ---- | ------------------ | --------------------- | -------------- | ----------------------- |
| 1  | 2014 | Rally di Finlandia | Juha-Pekka Jauhiainen | Citroën DS3 R3 | AKK Sports Team Finland |
| 2  | 2015 | Rally di Sardegna  | Mikko Markkula        | Citroën DS3 R3 | Team ORECA              |

### Vittorie nel WRC-2
| Nº | Anno | Rally                  | Copilota       | Vettura              | Squadra                  |
| -- | ---- | ---------------------- | -------------- | -------------------- | ------------------------ |
| 1  | 2015 | Rally di Gran Bretagna | Mikko Markkula | Škoda Fabia S2000    | TGS Worldwide            |
| 2  | 2016 | Rally del Messico      | Mikko Markkula | Škoda Fabia R5       | TGS Worldwide            |
| 3  | 2016 | Rally di Sardegna      | Mikko Markkula | Škoda Fabia R5       | Team Oreca               |
| 4  | 2016 | Rally di Polonia       | Mikko Markkula | Škoda Fabia R5       | Team Oreca               |
| 5  | 2017 | Rally di Catalogna     | Mikko Markkula | Ford Fiesta R5       | M-Sport World Rally Team |
| 6  | 2022 | Rally di Catalogna     | Mikko Markkula | Hyundai i20 N Rally2 | Hyundai Motorsport N     |

## Risultati nel mondiale rally

### Risultati nel WRC
| 2014 | Scuderia                | Vettura        |  |  |  |  |  |  |  |    |  |  |  |  |  |  |  |  | Punti | Pos. |
| ---- | ----------------------- | -------------- |  |  |  |  |  |  |  | -- |  |  |  |  |  |  |  |  | ----- | ---- |
| 2014 | AKK Sports Team Finland | Citroën DS3 R3 |  |  |  |  |  |  |  | 17 |  |  |  |  |  |  |  |  | 0     |      |

| 2015 | Scuderia                    | Vettura                                             |  |  |  |  |     |    |    |    |    |  |    |    |    |  |  |  | Punti | Pos. |
| ---- | --------------------------- | --------------------------------------------------- |  |  |  |  | --- | -- | -- | -- | -- |  | -- | -- | -- |  |  |  | ----- | ---- |
| 2015 | Team Oreca TGS Worldwide OU | Citroën DS3 R3 Max Škoda Fabia S2000 Ford Fiesta R5 |  |  |  |  | Rit | 34 | 19 | 54 | 19 |  | 18 | 37 | 11 |  |  |  | 0     |      |

| 2016 | Scuderia   | Vettura        |    |    |   |  |    |   |    |    |    |  |    |    |    |  |  |  | Punti | Pos. |
| ---- | ---------- | -------------- | -- | -- | - |  | -- | - | -- | -- | -- |  | -- | -- | -- |  |  |  | ----- | ---- |
| 2016 | Team Oreca | Škoda Fabia R5 | 12 | 10 | 9 |  | 45 | 8 | 11 | 10 | 57 |  | 15 | 27 | 14 |  |  |  | 8     | 18º  |

| 2017 | Scuderia | Vettura                        |  |    |  |   |  |    |  |   |   |    |   |    |  |  |  |  | Punti | Pos. |
| ---- | -------- | ------------------------------ |  | -- |  | - |  | -- |  | - | - | -- | - | -- |  |  |  |  | ----- | ---- |
| 2017 | M-Sport  | Ford Fiesta WRC Ford Fiesta R5 |  | 10 |  | 8 |  | 12 |  | 6 | 4 | 16 | 8 | 31 |  |  |  |  | 29    | 14º  |

| 2018 | Scuderia     | Vettura        |    |   |    |  |   |    |    |   |   |   |     |    |     |  |  |  | Punti | Pos. |
| ---- | ------------ | -------------- | -- | - | -- |  | - | -- | -- | - | - | - | --- | -- | --- |  |  |  | ----- | ---- |
| 2018 | M-Sport Ford | Ford Fiesta R5 | 18 | 8 | 12 |  | 9 | 34 | 10 | 6 | 5 | 4 | Rit | 11 | Rit |  |  |  | 54    | 12º  |

| 2019 | Scuderia         | Vettura         |     |    |     |    |   |   |   |   |   |     |    |     |   |  |  |  | Punti | Pos. |
| ---- | ---------------- | --------------- | --- | -- | --- | -- | - | - | - | - | - | --- | -- | --- | - |  |  |  | ----- | ---- |
| 2019 | M-Sport Ford WRT | Ford Fiesta WRC | 115 | 23 | Rit | 53 | 7 | 5 | 4 | 2 | 8 | 292 | 45 | Rit | 7 |  |  |  | 89    | 9º   |

| 2020 | Scuderia         | Vettura         |    |   |   |   |     |   |     |  |  |  |  |  |  |  |  |  | Punti | Pos. |
| ---- | ---------------- | --------------- | -- | - | - | - | --- | - | --- |  |  |  |  |  |  |  |  |  | ----- | ---- |
| 2020 | M-Sport Ford WRT | Ford Fiesta WRC | 83 | 8 | 3 | 6 | Rit | 5 | Rit |  |  |  |  |  |  |  |  |  | 44    | 7º   |

| 2021 | Scuderia         | Vettura         |     |   |    |   |    |    |   |     |  |   |    |   |  |  |  |  | Punti | Pos. |
| ---- | ---------------- | --------------- | --- | - | -- | - | -- | -- | - | --- |  | - | -- | - |  |  |  |  | ----- | ---- |
| 2021 | M-Sport Ford WRT | Ford Fiesta WRC | Rit | 8 | 10 | 8 | 31 | NP | 6 | Rit |  | 8 | 11 | 6 |  |  |  |  | 29    | 11º  |

| 2022 | Scuderia             | Vettura              |  |  |  |     |    |  |   |    |  |    |  |    |    |  |  |  | Punti | Pos. |
| ---- | -------------------- | -------------------- |  |  |  | --- | -- |  | - | -- |  | -- |  | -- | -- |  |  |  | ----- | ---- |
| 2022 | Hyundai Motorsport N | Hyundai i20 N Rally2 |  |  |  | Rit | 38 |  | 9 | SQ |  | 17 |  | 11 | 83 |  |  |  | 9     | 20º  |

| 2023 | Scuderia                                | Vettura                                          |  |    |  |  |    |   |  |   |    |  |     |   |  |  |  |  | Punti | Pos. |
| ---- | --------------------------------------- | ------------------------------------------------ |  | -- |  |  | -- | - |  | - | -- |  | --- | - |  |  |  |  | ----- | ---- |
| 2023 | Hyundai Motorsport Hyundai Motorsport N | Hyundai i20 N Rally1 Hybrid Hyundai i20 N Rally2 |  | 15 |  |  | 10 | 6 |  | 5 | 43 |  | Rit | 6 |  |  |  |  | 42    | 9º   |

| 2024 | Scuderia | Vettura              |  |  |  |  |     |     |    |    |     |  |  |  |  |  |  |  | Punti | Pos. |
| ---- | -------- | -------------------- |  |  |  |  | --- | --- | -- | -- | --- |  |  |  |  |  |  |  | ----- | ---- |
| 2024 |          | Hyundai i20 N Rally2 |  |  |  |  | Rit | Rit | 19 | 32 | Rit |  |  |  |  |  |  |  | 0     |      |

| Legenda | 1º posto | 2º posto | 3º posto | A punti | Senza punti | Ritirato | Squalificato | NP=Non partito C=Gara cancellata | Apice=Power stage |

### Risultati nel WRC-2
| 2015 | Scuderia                    | Vettura                          |  |  |  |  |  |  |   |  |   |  |   |    |   |  |  |  | Punti | Pos. |
| ---- | --------------------------- | -------------------------------- |  |  |  |  |  |  | - |  | - |  | - | -- | - |  |  |  | ----- | ---- |
| 2015 | Team ORECA TGS Worldwide OU | Ford Fiesta R5 Škoda Fabia S2000 |  |  |  |  |  |  | 6 |  | 6 |  | 5 | 13 | 1 |  |  |  | 51    | 10º  |

| 2016 | Scuderia   | Vettura        |  |  |   |  |    |   |   |   |  |  |   |   |  |  |  |  | Punti | Pos. |
| ---- | ---------- | -------------- |  |  | - |  | -- | - | - | - |  |  | - | - |  |  |  |  | ----- | ---- |
| 2016 | Team Oreca | Škoda Fabia R5 |  |  | 1 |  | 16 | 1 | 1 | 2 |  |  | 4 | 3 |  |  |  |  | 120   | 3º   |

| 2017 | Scuderia | Vettura        |  |   |  |   |  |   |  |  |  |   |   |    |  |  |  |  | Punti | Pos. |
| ---- | -------- | -------------- |  | - |  | - |  | - |  |  |  | - | - | -- |  |  |  |  | ----- | ---- |
| 2017 | M-Sport  | Ford Fiesta R5 |  | 2 |  | 2 |  | 2 |  |  |  | 7 | 1 | 13 |  |  |  |  | 85    | 3º   |

| 2018 | Scuderia     | Vettura        |   |  |  |  |  |  |  |  |  |  |  |  |  |  |  |  | Punti | Pos. |
| ---- | ------------ | -------------- | - |  |  |  |  |  |  |  |  |  |  |  |  |  |  |  | ----- | ---- |
| 2018 | M-Sport Ford | Ford Fiesta R5 | 3 |  |  |  |  |  |  |  |  |  |  |  |  |  |  |  | 15    | 25º  |

| 2022 | Scuderia             | Vettura              |  |  |  |     |    |  |   |    |  |     |  |   |   |  |  |  | Punti | Pos. |
| ---- | -------------------- | -------------------- |  |  |  | --- | -- |  | - | -- |  | --- |  | - | - |  |  |  | ----- | ---- |
| 2022 | Hyundai Motorsport N | Hyundai i20 N Rally2 |  |  |  | Rit | 25 |  | 2 | SQ |  | 102 |  | 1 | 2 |  |  |  | 68    | 6º   |

| 2023 | Scuderia             | Vettura              |  |   |  |  |   |   |  |  |  |  |  |  |  |  |  |  | Punti | Pos. |
| ---- | -------------------- | -------------------- |  | - |  |  | - | - |  |  |  |  |  |  |  |  |  |  | ----- | ---- |
| 2023 | Hyundai Motorsport N | Hyundai i20 N Rally2 |  | 6 |  |  | 5 | 2 |  |  |  |  |  |  |  |  |  |  | 36    | 12º  |

| 2024 | Scuderia | Vettura              |  |  |  |  |     |     |    |    |     |  |  |  |  |  |  |  | Punti | Pos. |
| ---- | -------- | -------------------- |  |  |  |  | --- | --- | -- | -- | --- |  |  |  |  |  |  |  | ----- | ---- |
| 2024 |          | Hyundai i20 N Rally2 |  |  |  |  | Rit | Rit | 11 | 15 | Rit |  |  |  |  |  |  |  | 0     |      |

| Legenda | 1º posto | 2º posto | 3º posto | A punti | Senza punti | Ritirato | Squalificato | NP=Non partito C=Gara cancellata | Apice=Power stage |

### Risultati nel WRC-3
| 2014 | Scuderia                | Vettura        |  |  |  |  |  |  |  |   |  |  |  |  |  |  |  |  | Punti | Pos. |
| ---- | ----------------------- | -------------- |  |  |  |  |  |  |  | - |  |  |  |  |  |  |  |  | ----- | ---- |
| 2014 | AKK Sports Team Finland | Citroën DS3 R3 |  |  |  |  |  |  |  | 1 |  |  |  |  |  |  |  |  | 25    | 8º   |

| 2015 | Scuderia   | Vettura         |  |  |  |  |     |   |  |    |  |  |  |  |  |  |  |  | Punti | Pos. |
| ---- | ---------- | --------------- |  |  |  |  | --- | - |  | -- |  |  |  |  |  |  |  |  | ----- | ---- |
| 2015 | Team ORECA | Citroën DS3 R3T |  |  |  |  | Rit | 1 |  | 11 |  |  |  |  |  |  |  |  | 25    | 9º   |

| Legenda | 1º posto | 2º posto | 3º posto | A punti | Senza punti | Ritirato | Squalificato | NP=Non partito C=Gara cancellata | Apice=Power stage |